# Лам, Вифредо
Вифредо Оскар де ла Консепсьон Лам-и-Кастилья (исп. Wifredo Óscar de la Concepción Lam y Castilla, кит. 林飛龍; 8 декабря 1902, Сагуа-ла-Гранде, провинция Вилья-Клара — 11 сентября 1982, Булонь-Бийанкур) — кубинский и латиноамериканский художник, график, керамист. В 1930-е годы испытал на себе влияние творчества Пабло Пикассо и сюрреализма, но при этом выработал самобытную манеру письма, с использованием латиноамериканских и африканских мотивов.

## Биография
Вильфредо Лам (до Вифредо имя было сокращено в Испании) родился в многодетной смешанной семье, в которой он был восьмым ребёнком. Отец — китайский торговец, который эмигрировал на Кубу, мать — мулатка с примесью индейской крови (дочь рабыни из Конго). Отец отличался республиканскими взглядами, поддерживал демократические реформы Сунь Ятсена. Ещё в детстве Лам проявил художественные способности, много рисовал и мечтал жить в Париже — мировом художественном центре. В 1916 году семья переехала в Гавану. В 1918—1923 годах Лам учился там в школе изящных искусств, однако традиционная, академическая эстетика его мало интересовала. В этот период он завязал знакомства с членами кубинского художественного авангарда («Vanguardia» — «Авангард», «Поколение 27 года»). Особенно близкие отношения у него сложились с их лидером — Виктором Мануэлем Гарсиа. В 1923 году, после получения небольшой стипендии (40 долларов) для обучения в Европе от муниципалитета Сагуа-ла-Гранде, переселился в Испанию, где учился у художника Фернандо Альвареса де Сотомайора. Испытал влияние сюрреализма, соединяя его с афро-кубинскими (сантерия) мифологическими мотивами и изобразительными традициями. В 1935 году в жизни художника случилась большая трагедия — смерть жены Эвы Пирис и сына Вифредо от туберкулёза. Это событие отразилось на его творчестве, придав ему тревожные и мрачные черты. В частности, ему принадлежит множество картин, затрагивающих тему материнства. Кроме того, невозможность спасти родственников по причине бедности, привело художника к поддержке социальных идей марксизма. По его словам, с того времени он на всю жизнь стал «антиколониалистом и антиимпериалистом». Глубоко изучал классическую испанскую живопись, которая, однако, первоначально показалась ему «несовременной и слишком тёмной». К её пониманию он приходил постепенно, а в качестве «образца для всех времён» выбрал наследие Франсиско Гойи и Диего Веласкеса. Среди других художников выделял Эль Греко, Вальдеса Леаля. Из представителей живописцев других стран ему особо нравилось творчество Иеронима Босха и Питера Брейгеля-старшего. Из современных художников наибольшее влияние на Лама оказал Пабло Пикассо. В 1930-е годы также испытал влияние импрессионизма, так, его полотна этого периода отличались светлым колоритом. Постепенно его творчество привлекло внимание критики и публики. В 1931 его работы были представлены на коллективной выставке в мадридском Музее современного искусства.

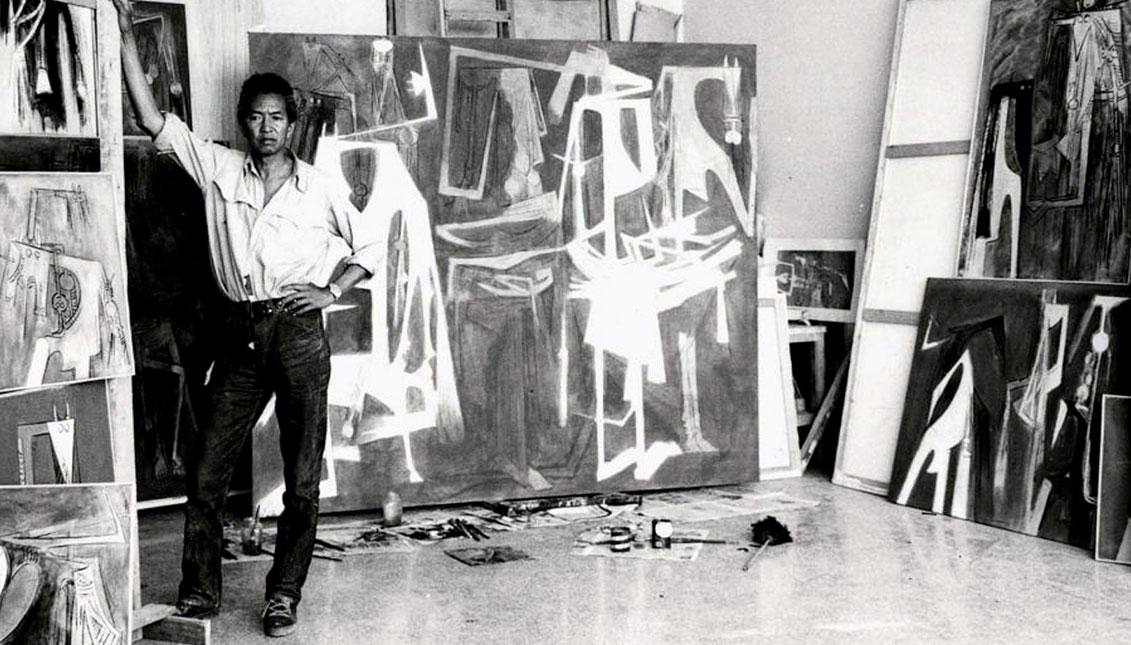
Вифредо Лам в своей студии, 1964

Принимал участие в Гражданской войне в Испании на стороне республиканцев, работал на военном заводе по производству взрывчатки Пятого полка. В связи с отравлением на нём химическими веществами в 1938 году лечился в госпитале в Барселоне. Его декорации любительского представления для выздоравливающих солдат высоко оценил хороший знакомый Пикассо, каталонский скульптор Маноло Уге, который посоветовал кубинцу отправиться в Париж и сопроводил его рекомендательным письмом. После переезда туда 22 мая 1938 года, после падения Барселоны, лично познакомился с Пикассо и другими деятелями искусства: Анри Матиссом, Фернаном Леже, Хуаном Миро, Жоржем Браком, Полем Элюаром. После этого Лам посетил Мексику, где подружился с Фридой Кало и Диего Риверой. В 1939 году его первая персональная выставка состоялась в парижской галерее Пьера Лейба. Маршан приобрёл целый ряд его работ и обеспечил ежегодную ренту, в обмен на картины. Несмотря на различия в художественных пристрастиях и манере письма, особо выделял его творчество Пикассо, который назвал его «настоящим художником», а Лама прозвали даже «сыном Пикассо». Сам каталонский мастер говорил Ламу услышав такое сравнение, что он должен радоваться: «по крайней мере у тебя есть отец». Он относился к кубинцу как к члену семьи и называл его «Родственник». Наиболее крупной работой второй половины 1930-х годов была признана, написанная одновременно с «Герникой» Пикассо, «Боль Испании» (Dolor de España, 1938, гуашь). В других работах прослеживаются мотивы из творчества Джорджо де Кирико и Матисса, но с сохранением влияния африканского искусства.
В 1940 году, после вступления немецких войск в Париж и знакомства с основоположником сюрреализма Андре Бретоном, переехал в Марсель, где принимал участие в создании «Марсельской игры» (см. Игра (сюрреализм)). В том же году Лам по предложению Бретона проиллюстрировал его книгу «Фата Моргана» (издана в Марселе, переиздана в Буэнос-Айресе). Она не прошла цензуру и практически весь тираж был уничтожен (сохранилось только 6 экземпляров). Позднее оформлял книги Рене Шара и других авторов. В 1940-е годы получил признание, как на родине, так и во всём мире. В 1941 году эмигрировал в Мексику, в следующем году переехал на Кубу, где прожил около 10 лет, а в 1952 году вернулся во Францию. Находился в оппозиции к режиму Фульхенсио Батисты, в 1955 году выставлялся в Гаванском университете в знак солидарности с протестующими студентами. Поддержал новое социалистическое правительство, написал «Третий мир» для президентского дворца. С 1964 года в основном проживал в Париже и итальянском городе Альбиссола-Маре. После смерти первой жены, был в браке ещё три раза. С последней женой, шведкой Луизой Гунильдой Виргитой Лорен, познакомился на выставке в Сен-Жермен-де-Пре. В этом браке родилось три сына: Эскил Сёрен Обини, Ян Эрик Тимур и Йонас Сверкер Энрике. Художник много путешествовал с семьёй, в последние годы обосновался в пригороде Париже Булонь-Бийанкуре, где и умер 11 сентября 1982 года. 17 сентября его тело было кремировано на кладбище Пер-Лашез и согласно завещанию погребено на Кубе.

## Творчество
Ламу удалось привнести в сюрреалистическую эстетику ряд оригинальных черт, синтезировать реальное и «надреальное», что заслужило одобрение многих представителей авангарда. Так, Бретон писал, что ещё никому, так как Ламу «не удавалось столь гармонично сочетать реальный мир и мир фантастический, никому не удавалось так, как ему, овладеть тайной соединения чувственного восприятия и рационального осмысления, тайной, которую мы всегда пытались постичь с помощью сюрреализма, ибо, на наш взгляд, наивысшая драма современного сознания заключена в растущем разъединении этих двух сторон бытия». На самобытном характере своих художественных исканий постоянно акцентировал внимание и сам мастер. По его словам, его традиционно причисляют к парижской школе, сюрреалистам, другим направлениям искусства, однако, «никогда не относят к той живописи, какую я действительно представляю и в которой стараюсь отражать по мере сил поэтический мир привезённых на Кубу африканцев — мир, до сих пор хранящий в своих песнях скрытую боль». Про мир своих образов и видений он писал, что они вызваны яркими детскими воспоминаниями: «летучие мыши в полёте или застывшие неподвижно, как мёртвые; петухи с острыми клювами и шпорами, луна во всех своих фазах, дьяволята гуихем, иремес, похожие на самого сатану, яйца и колёса, подковы, лошади, фрукты, похожие на половые органы, гербы, растения…»

## Образ в кинодокументалистике
- 1979 — Wifredo Lam (Куба) реж. Умберто Солас[24]
- ? — Wifredo Lam: The Eternal Exile (Франция—Гон-Конг) реж. Жан-Люк Бонфасино (фр. Jean-Luc Bonefacino)

## Признание и награды
В 1964 году Лам получил Международную премию Гуггенхайма, в 1966—1967 годах его представительные ретроспективные выставки состоялись в Базеле, Ганновере, Амстердаме, Стокгольме, Париже.